# Hemiphyllodactylus titiwangsaensis
Espèce
Hemiphyllodactylus titiwangsaensis est une espèce de geckos de la famille des Gekkonidae.

## Répartition
Cette espèce est endémique du Pahang en Malaisie.

## Description
Hemiphyllodactylus titiwangsaensis mesure, queue non comprise, de 36,5 à 56,9 mm pour les mâles et de 42,2 à 62,1 mm pour les femelles.

## Étymologie
Son nom d'espèce, composé de titiwangsa et du suffixe latin -ensis, « qui vit dans, qui habite », lui a été donné en référence au lieu de sa découverte, les monts Titiwangsa.

## Publication originale
- Zug, 2010 : Speciation and Dispersal in a Low Diversity Taxon: The Slender Geckos Hemiphyllodactylus (Reptilia, Gekkonidae). Smithsonian contributions to zoology, no 631, p. 1-70 (texte intégral).